# حسين صادق المصراتي
حسين صادق المصراتي سفير ليبيا لدى الصين. قدم استقالته من منصبه في السفارة الليبية إبان ثورة 17 فبراير وانضم إليها في لقاء على الهواء مباشرة مع قناة الجزيرة. كما ادعى للقناة أن القائد الليبي معمر القذافي قد فر إلى فنزويلا وأن سيف الإسلام القذافي أصيب بطلق ناري من مسدس شقيقه المعتصم القذافي.